# Magyarországi lengyelek
A magyarországi lengyelek létszáma a 2011-es magyarországi népszámlálás szerint 7001 fő. Ebből 2758 fő Budapesten, 1386 fő megyei jogú városokban, 1775 fő egyéb városokban, 1082 fő községekben él.

## Történelem

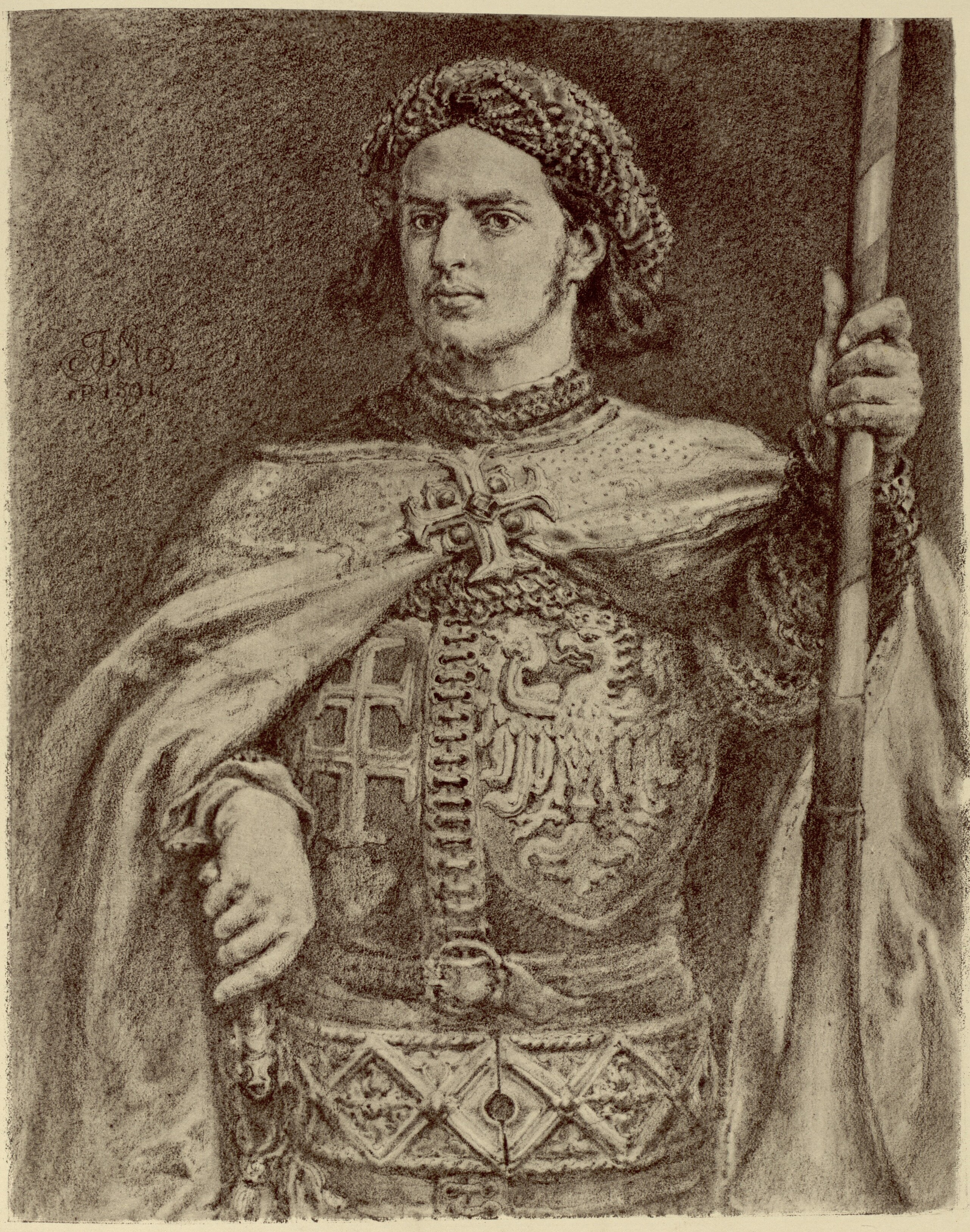
I. Ulászló király

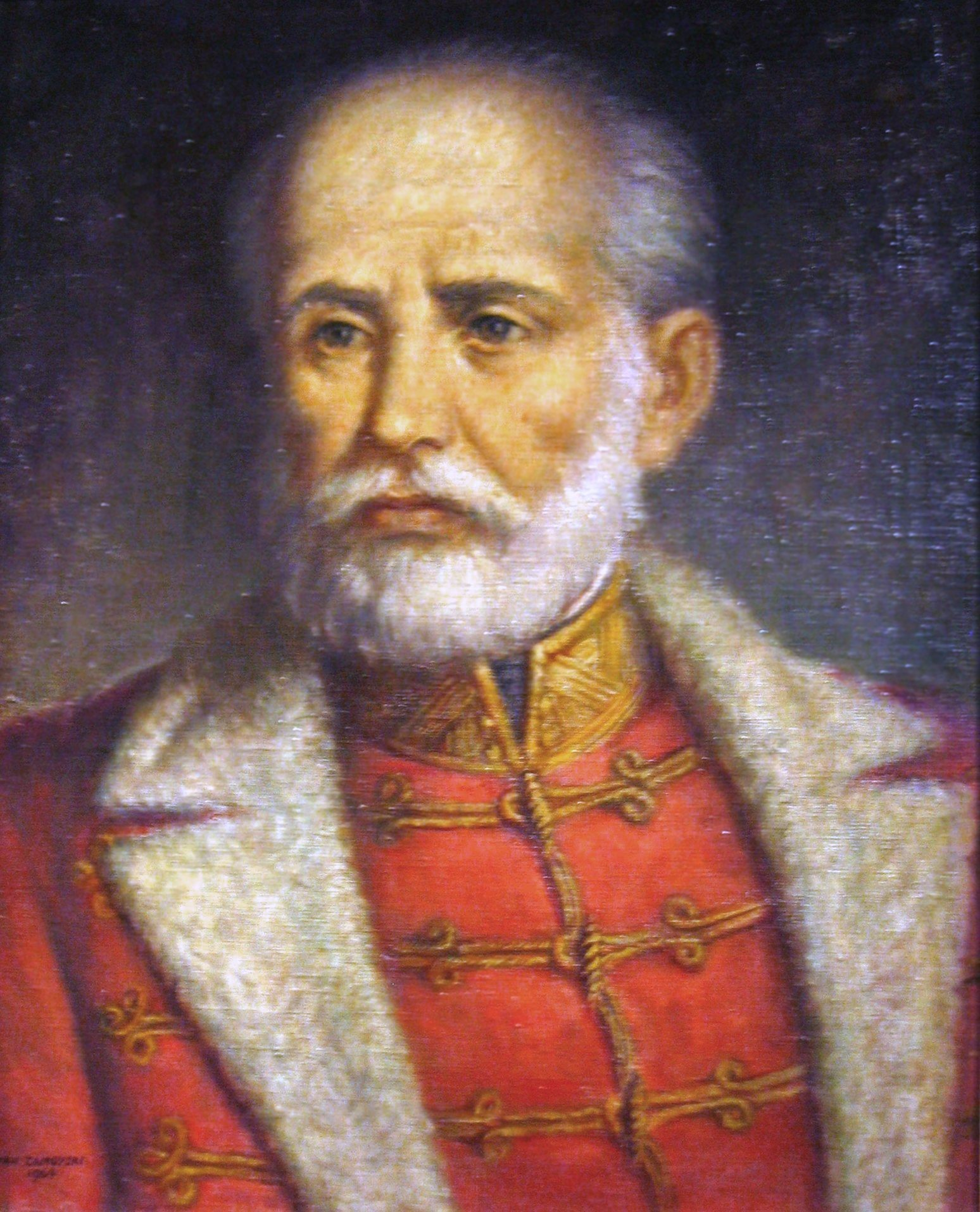
Bem József

A lengyel-magyar kapcsolatok igen nagy múltra tekintenek vissza, hiszen a magyar Királyság és a Lengyel Királyság évszázadokon át közvetlen szomszédok voltak. Szent László édesanyja lengyel hercegnő volt, Nagy Lajos király mindkét ország uralkodója volt, kisebbik lánya, Hedvig lengyel királynő lett, de később is gyakran lengyel származású királyok uralkodtak Magyarországon (Jagellók), vagy éppen magyart koronáztak lengyel királlyá (Báthory István erdélyi fejedelmet).
Az első lengyelek már a honfoglalás idején megjelentek Magyarországon. Számuk azonban csak a 18. századra növekedett olyan mértékben, hogy komoly kisebbségnek lehessen venni őket. A Magyarországon élő lengyel kisebbség gyökerei elsősorban a mára elpusztult Derenken, valamint Kőbányán (XIX. század második felétől) találhatók.
Az 1711-es pestisjárvány következtében teljesen elnéptelenedett Derenkre a terület földesura, Esterházy gróf 1717-ben telepített lengyel (szepességi gorál) jobbágyokat.
Az 1848-49-es szabadságharcban sok lengyel katona is harcolt a magyarok oldalán, a legkiemelkedőbb köztük Bem József. Közülük számosan Magyarországon is maradtak. Az 1860-as évektől megalakították első szervezeteiket, köztük a Budapesti Lengyelek Egyesületét (1867). 
A kiegyezést követő gazdasági átalakulások következtében a fővárosban egyre-másra jöttek létre gyárak. A gyáralapítással párhuzamosan a kőkitermelésnek és a téglagyártásnak is tartania kellett a lépést, amely a folyamatos munkaerőhiány miatt több tízezer lengyel segédmunkást alkalmazott, akik a jobb megélhetés reményében érkeztek Magyarországra. Az országban dolgozó lengyelek nagy része a tégla- és a sörgyárakban kapott munkát, de sokukat vas- és famegmunkáló gyárakban, szénbányákban és gőzmalmokban is alkalmazták. A vendégmunkások nagy része csak átmeneti jelleggel érkezett hazánkba. Akik mégis itt maradtak, a munkahely közelsége, valamint az otthonukhoz hasonló falusias környezet miatt Kőbányán találtak szállásra.
A második világháború alatt több mint 100 ezer lengyel menekült Magyarországra. Közülük a háború utolsó évét túlélők nagy része hazatért, egy kis részük az országban maradt.
A kommunizmus időszakában főleg a Mecsek területére telepítettek be lengyel bányászokat. Bár az ottani uránérckészlet mára kimerült, 2001-ben 125 fő vallotta magát lengyelnek Baranya megye területén.

## Érdekképviselet
Kisebbségi önkormányzataikat 1994-95 során hozhatták létre. Budapesten működik 1994 óta a Fővárosi és Országos Lengyel Kisebbségi Önkormányzat, valamint a legtöbb kerületben is létezik lengyel önkormányzat. Emellett 27 településen (15 vármegyében) található lengyel önkormányzat, többnyire nagyobb városokban, illetve észak-magyarországi kisvárosokban és falvakban. Települési lengyel önkormányzat található a következő helyeken: Békéscsaba, Budapest I., II., III., IV., V., VII., VIII., X., XI., XII., XIII., XIV., XVII., XVIII., XIX., XXI., XXII. kerülete, Debrecen, Dunaújváros, Edelény, Eger, Emőd, Érd, Esztergom, Gödöllő, Győr, Kaposvár, Kazincbarcika, Ládbesenyő, Miskolc, Múcsony, Nyíregyháza, Pécs, Sajószentpéter, Szeged, Székesfehérvár, Szentendre, Szolnok, Szögliget, Tata, Tatabánya, Vecsés, Veszprém.

## Demográfia
A 2001-es népszámláláson 2962-en vallották magukat lengyelnek.
3983 kötődtek a lengyel kultúrához, 2580 lengyel anyanyelvűnek vallotta magát, míg 2659 fő nyilatkozta azt, hogy családi, baráti körben használják a lengyel nyelvet. Becslések szerint azonban Magyarországon jelenleg 10-12 ezer lengyel, illetve lengyel nemzetiségű él.

## Kulturális élet

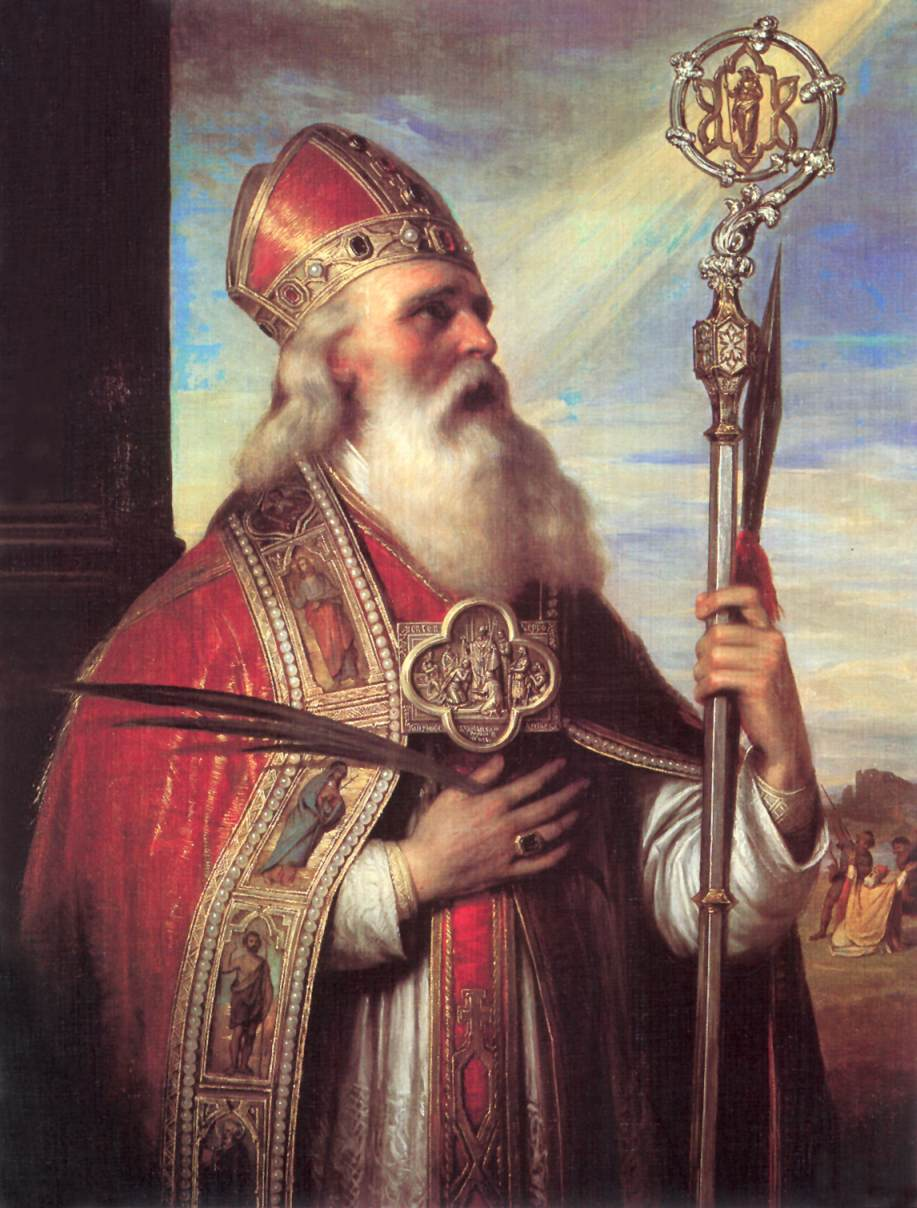
Szent Adalbert

A magyarországi lengyelség ma két országos kiterjedésű szervezetet működtet. 1958 óta áll fenn a Bem József Egyesület, a Szent Adalbert Egyesületet pedig 1992-ben hozták létre. Ezen kívül 14 vármegyében vannak kisebb kulturális szervezeteik.
Budapest X. kerületében (Kőbánya) a lengyelek visszanyerték a Lengyel Házat, melyben közművelődési központ működik, és a lengyel nemzetiségi templomot, amely 1991-ben a Budapesti Római Katolikus Lengyel Perszonális Plébánia rangot kapta. A művészet és tudomány művelői a Magyarországi Lengyel Alkotók Fórumát hozták létre (1996-ban), az üzletemberek pedig a „Polonia-Hungaria” Magyarországi Lengyelek Érdekvédelmi Szövetsége alapítói (1996). A lengyelség létrehozott kulturális intézményeket is, ezek: a Magyarországi Lengyelek Múzeuma és Levéltára (1998-ban), valamint az Országos Lengyel Iskola (amelyet formálisan még nem jegyeztek be, ám gyakorlatilag 1998 óta működik); mindkét intézmény Kőbányán található. Van ifjúsági néptáncegyüttesük („Dwa Bratanki”, 1993-tól) és színpadi együttesük („Za Kurtyną”, 1998 óta).
A magyarországi lengyelek havi folyóirata a Polonia Węgierska, amely 1995-től jelenik meg. Negyedévenként jelentkezik a Głos Polonii című folyóirat (1987 óta). Lengyel nyelvű könyveket és naptárt is kiadnak. 1998 óta hetente lengyel nyelvű rádióműsort is sugároznak Magyarországon.
2003-ban az Országos Lengyel Kisebbségi Önkormányzat (OLKÖ) Derenk romfalut a Magyarországi Lengyelség Történelmi Emlékhelyévé nyilvánította.
A magyarországi lengyel szervezetek a lengyelség legfontosabb nemzetközi szervezeteinek munkájában is részt vesznek.

## Ismert magyarországi lengyelek
- Bańczerowski Janusz nyelvész
- Andrẑej Chuchra tolmács, fordító
- Csúcs Lászlóné Pospiech Halina, gyógypedagógus, politikus
- Ducki Krzysztof képzőművész
- Ewirkiewicz Róbert képzőművész
- Gonzeczky János tábori lelkész, az 1848–49-es forradalom és szabadságharc vértanúja
- Janiczak Dávid politikus, polgármester
- Kozák Danuta kétszeres olimpiai bajnok kajakozó
- Litwin József iparművész, utcabútor-tervező
- Nizalowski Ernő lengyel katonatiszt, tolmács
- Sutarski Konrád költő, közíró, politikus
- Szyksznian Wanda képzőművész
- Trojan Marian képzőművész
- Zielinski Szilárd építőmérnök

## Külső hivatkozások
- Magyarországi lengyelek honlapja